# Centaurea stoebe
Centaurea stoebe (волошка райнська, волошка рейнська як Centaurea rhenana) — вид рослин з родини айстрових (Asteraceae), родом із середньої, східної й південної Європи.

## Таксономічні примітки
Номенклатура Centaurea stoebe у широкому розумінні була джерелом плутанини в європейській літературі ≈ 200 років. Назви C. stoebe, C. rhenana, C. maculosa, C. biebersteinii застосовувалися до різних таксонів різними авторами з різними описами. У Західній та Східній Європі використовувалися різні концепції видів. Поглибленого та повного дослідження цієї групи досі немає.

## Опис
Це дворічна або недовговічна багаторічна трав'яниста рослина 20–200 см заввишки. Стебло й листки біло-волосисті. Стебло найчастіше одне (у рідкісних випадках до 5), висхідне, квадратне, жорстке. Листки довжиною 10–15 см. Від рожевого до червоно-пурпурового, іноді білого кольору квітки розміщені в 0.5–1 см шириною, яйцюватих квіткових головах. Квіткові голови містять 20–50 квіток. Приквітки мають характерні темно-коричневі придатки. Плоди 2.5–4 мм у довжину, з 1–2.5 мм білими папусами. Кількість хромосом 2n = 18, 36.

## Поширення
Вид родом із середньої, східної й південної Європи; натуралізований далі на північ Європи аж до півдня Швеції й Норвегії, також в Австралії, США, на півдні Канади.
В Україні вид зростає на степових схилах, крейдяних і вапнякових відслоненнях, на узліссях, серед чагарників — в зх. ч. (дещо не доходить до Дніпра).

## Етимологія
Видовий епітет цієї рослини (stoebe) має дещо невизначену етимологію. Римський письменник і натураліст Пліній під назвою stoebe пише про невідому рослину, яку також називає pheos. Але таку саму назву (stoibe) використовував також грецький лікар, ботанік і натураліст Стародавнього Риму Діоскорид вказуючи на вид Poterium spinoso (нині Sarcopoterium spinosum з родини трояндових). Науковий біноміал рослини вперше був запропонований Карлом фон Лінне (1707–1778) шведським біологом і письменником, який вважається батьком сучасної наукової класифікації живих організмів, у публікації Species plantarum 1753 року.

## Галерея

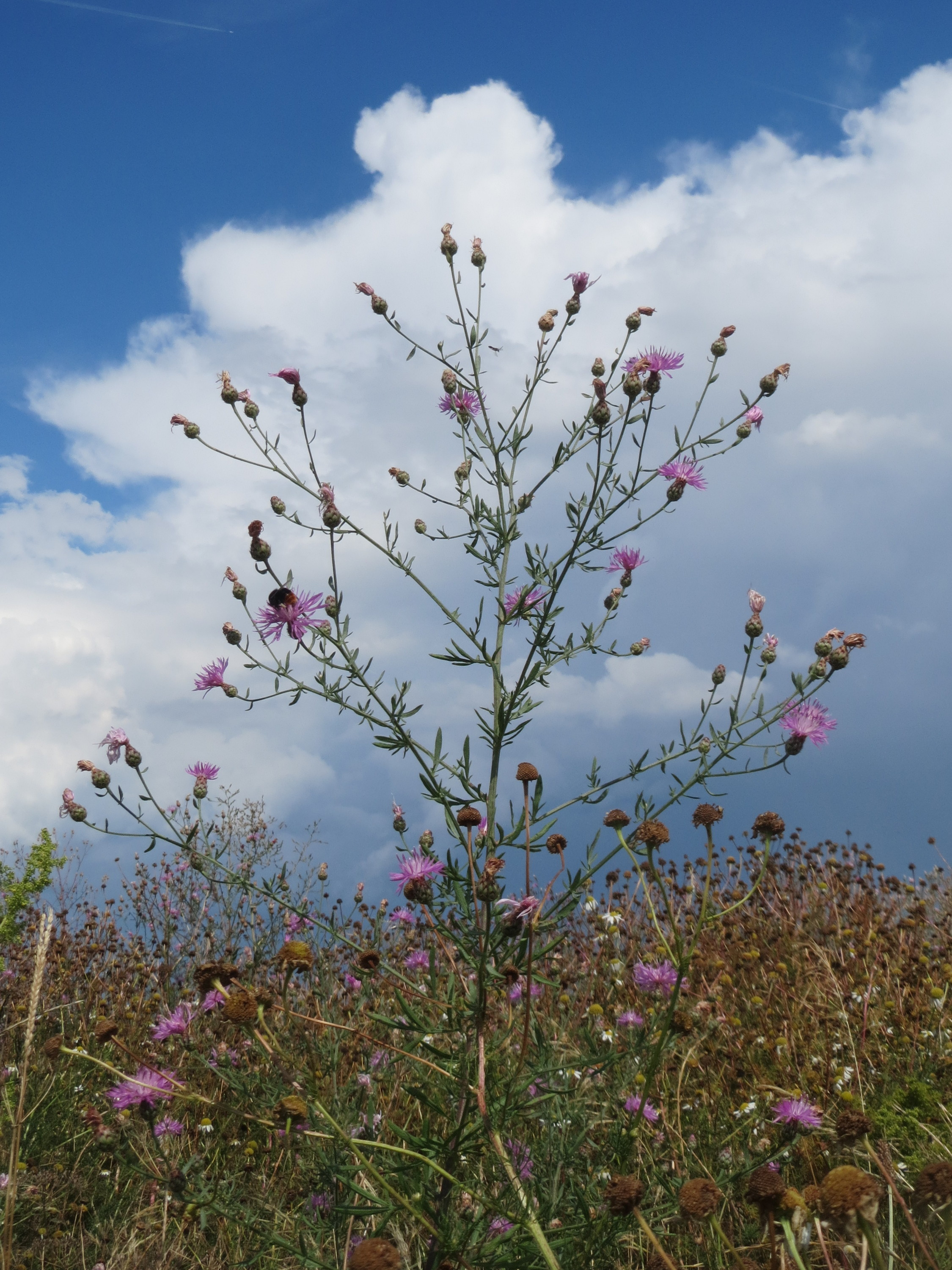
Загальний вигляд
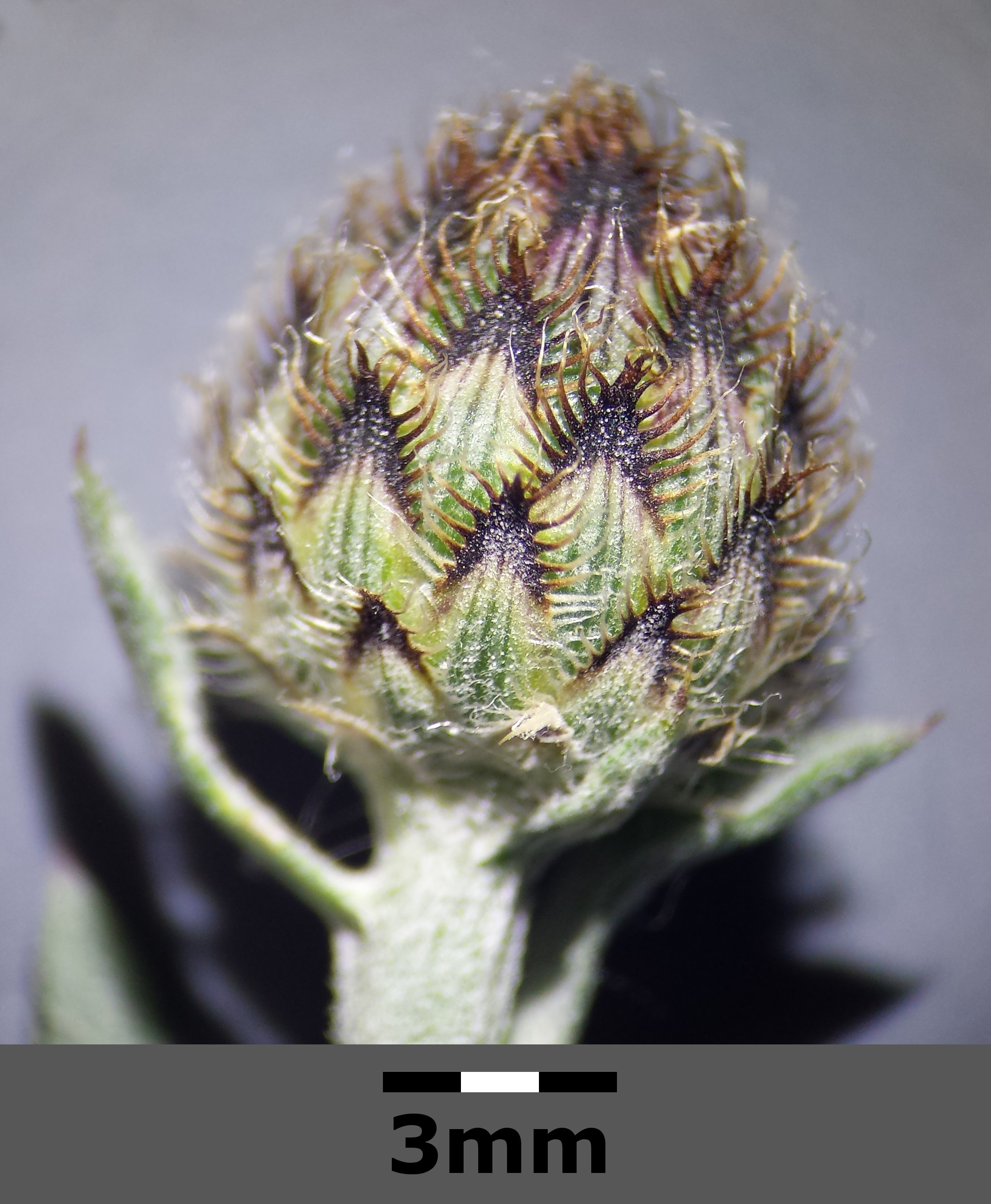
Квіткова голова в деталях
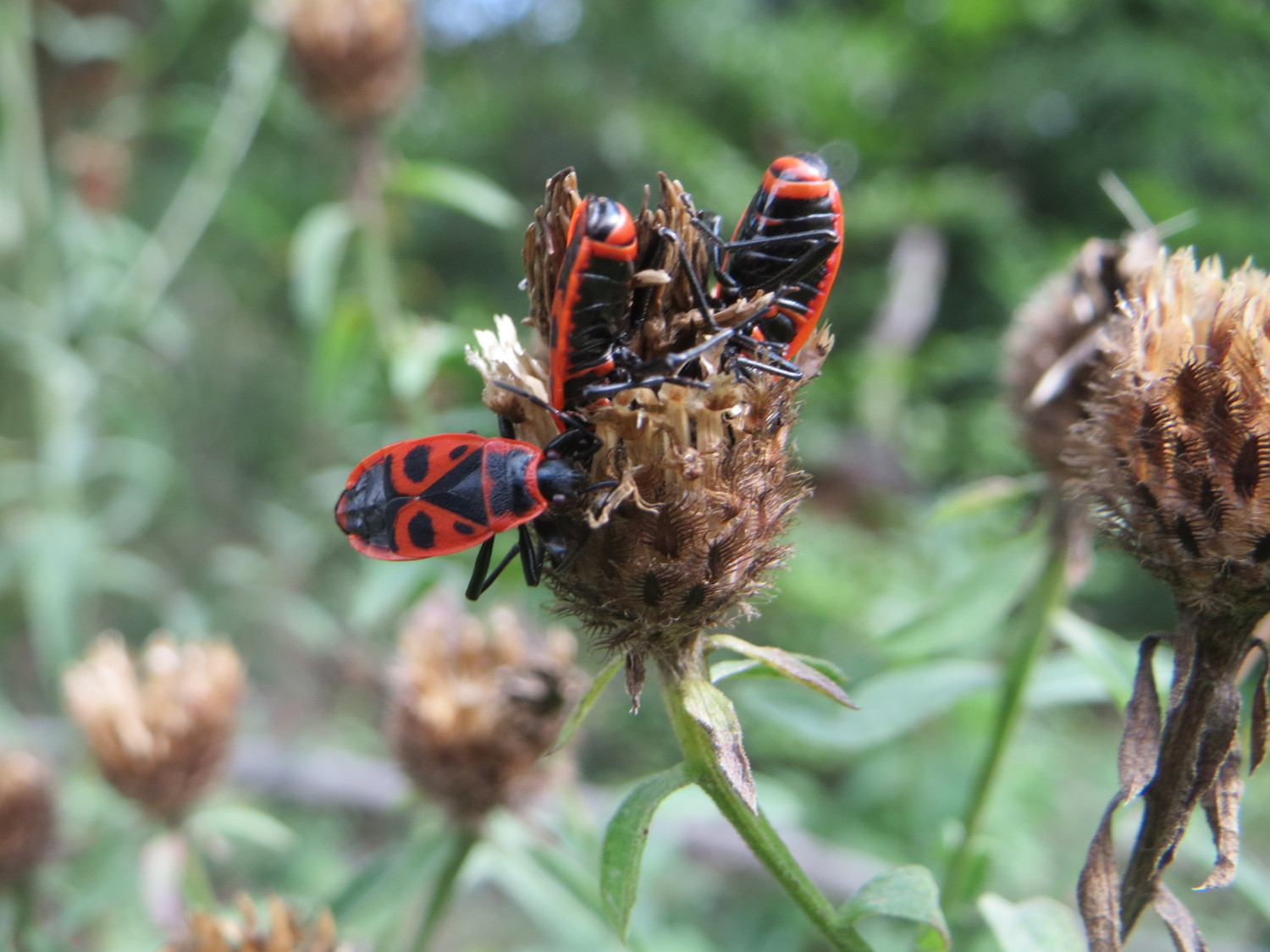
Відвідання рослини комахами Pyrrhocoris apterus
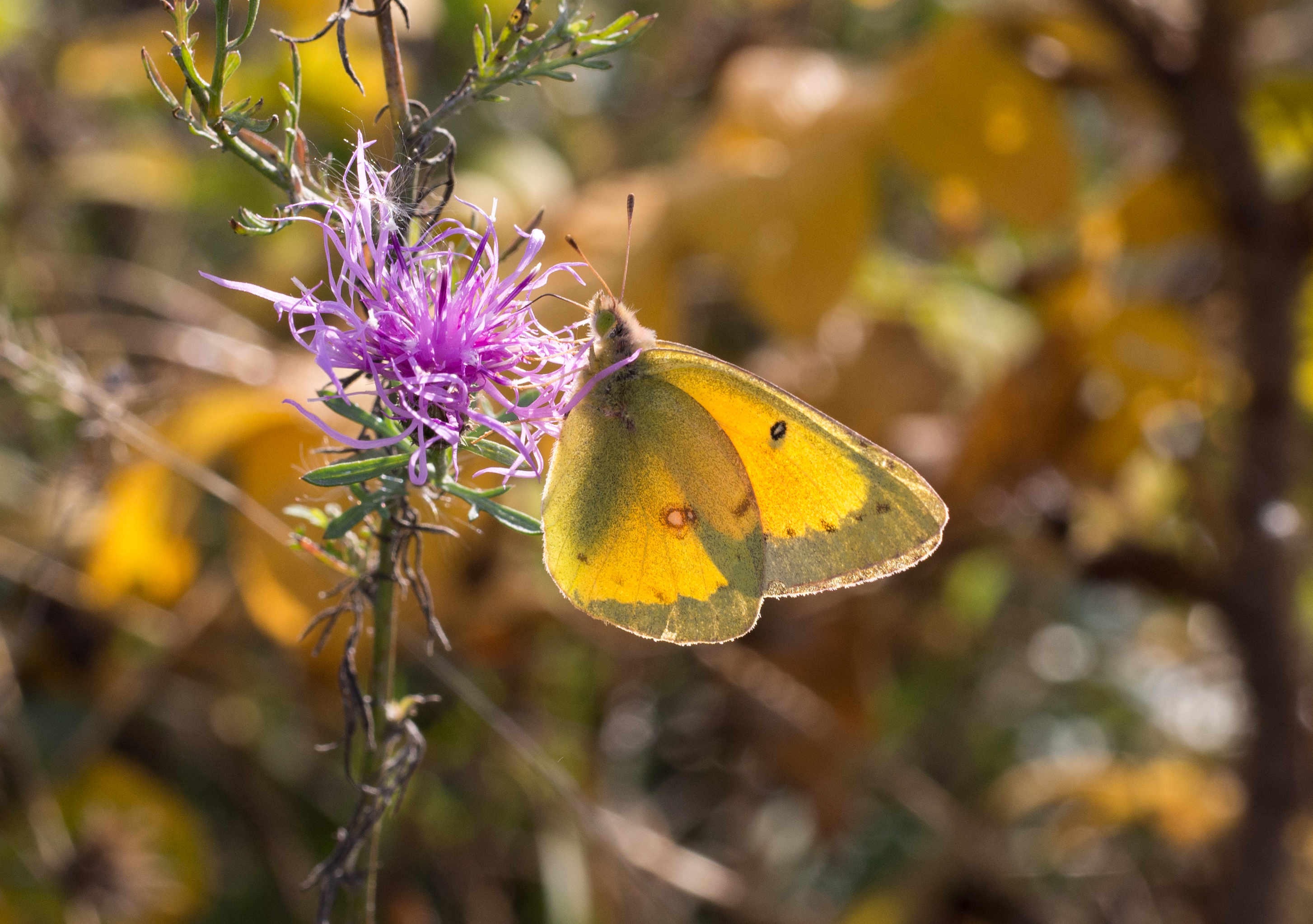
Відвідання рослини комахами Colias eurytheme
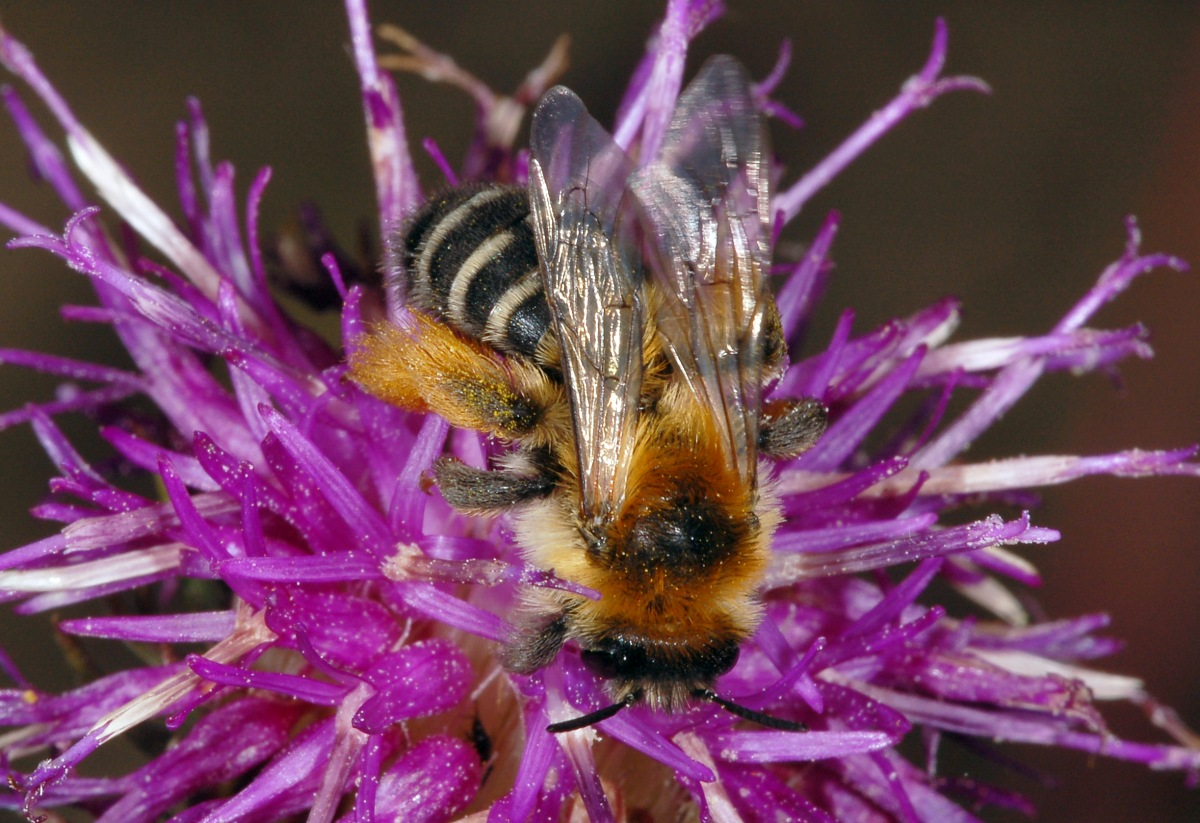
Відвідання рослини комахами Dasypoda hirtipes